# Александру Авереску
Маршал Александру Авереску (на румънски: Alexandru Averescu) е румънски офицер и политик. Той заема постовете военен министър (1907 – 1909), вътрешен министър (1919, 1920 – 1921) и министър-председател (1918, 1920 – 1921 и 1926).

## Биография

### Военна кариера
Авереску постъпва на служба в румънската армия през 1876 г. и взема участие в Руско-турската война от 1877 – 1878 г., в която страната му е съюзник на Русия и допринася за освобождението на България от османско владичество. Получава офицерско звание през 1891 г. Завършва генералщабната академия в Торино, Италия. В периода 1895–1898 г. е военен аташе в Берлин. През 1912 г. достига чин генерал-майор. Година по-късно, по време на Междусъюзническата война, Авереску ръководи румънското нашествие в България като началник-щаб на армията.
След включването на Румъния в Първата световна война на страната на Антантата (август 1916 г.), той поема командването на 3-та армия, която се сражава срещу българите в Добруджа. Опитът му за десант през р. Дунав в тила на българските войски завършва с поражение. През лятото на 1917 г., като командир на 2-ра румънска армия на Серетския фронт, провежда офанзива срещу войските на Централните сили с частичен успех, който му печели популярност сред сънародниците му. В началото на 1918 г., след революцията в Русия, генерал Авереску е назначен от крал Фердинанд за министър-председател, за да издейства по-благоприятен мир, но не успява да се справи с тази задача и много скоро е принуден да подаде оставка.
През 1930 г. Александру Авереску става маршал.

### Политическа кариера
След войната, през 1920 г. Авереску печели парламентарните избори начело на партията Народен съюз. През следващите години заема още два пъти министър-председателския пост. През 1922 г. Авересканската партия временно изменя рестриктивния за българското малцинство Закон за организиране на Южна Добруджа.